# Godofredo Reyes
Godofredo Sebastian Reyes (Santa Maria, 8 november 1918 - aldaar, 5 juli 2009) was een Filipijns politicus en schrijver.
Reyes die medicijnen studeerde aan de University of the Philippines werkte voor zijn carrière als politicus als (oog)chirurg in de Reyes-familiekliniek in Santa Maria, Ilocos Sur, Cuyapo, Nueva Ecija en in Urdaneta en Rosales, Pangasinan. In 1966 werd hij door president Ferdinand Marcos benoemd tot lid van de Raad van Medische Examinatoren. Van 1969 tot 1971 was hij ook voorzitter van deze Raad. Daarnaast was hij auteur en werd beschouwd als een icoon voor de Ilocano literatuur. Voor de Tweede Wereldoorlog begon hij met schrijven voor Bannawag, een wekelijks verschijnend magazine in het Ilocano. Later was hij 13 jaar voorzitter van de Vereniging voor Ilocano schrijvers. Tijdens de Tweede Wereldoorlog was hij chirurg bij het 1e bataljon van het 66e infanterieregiment van het Amerikaans-Filipijnse leger in Noord-Luzon. In 1958 werd hij gekozen als lid van het Filipijns Huis van Afgevaardigden namens het 2e kiesdistrict van Ilocos Sur. Aansluitend won hij de verkiezingen voor het gouverneurschap van de provincie Ilocos Sur.
Reyes was getrouwd met Dedicacion Reyes, net als Godofredo een dokter en de eerste president van de University of Northern Philippines. Samen met haar kreeg hij twee kinderen. Reyes overleed op 90-jarige leeftijd aan een slepende ziekte.